# Superfetace
Superfetace (z řeckého fetus – plod), jinak též přeoplodnění, je vznik embrya po oplodnění vajíčka za situace, kdy už je v děloze přítomné embryo z jiného menstruačního cyklu.
Superfetace nastane obvykle po delším obdobím (dni, týdnu) od prvního oplodnění. Může k ní dojít v případě zdvojené dělohy či v případech neočekávané ovulace (během těhotenství je další ovulace hormonálně potlačená). Pokud by došlo k oplodnění dvou a více vajíček ze stejného cyklu, hovoříme o superfekundaci.
U lidí je superfetace extrémně vzácná. U zvířat, jako jsou hlodavci (myši a potkani) je častější. Mimo hlodavce jsou uváděna hospodářská zvířata (koně a ovce), vačnatci (klokani), primáti, či čeleď ryb živorodkovití. Nejčastěji nastane v případě umělého oplodnění při již probíhající nezpozorovaném těhotenství a klinicky se určí na základě rozdílného stupně vývoje dvojčat.